# Scaphognathops stejnegeri
Scaphognathops stejnegeri — вид азиатских пресноводных рыб из рода Scaphognathops семейства карповых (Cyprinidae). Этимология родового названия Scaphognathops: от греч. skaphe, — eos (лодка) + греч. gnathos (челюсть) + греч. ops (внешний вид). Видовое название присвоено в честь Леонарда Штейнегера (1851—1943), норвежского зоолога, который внёс большой вклад в изучение фауны Азии. Длина тела составляет до 25 см. В спинном плавнике 13—15 жестких лучей, в анальном плавнике 6 жёстких лучей. Рот узкий, челюсть узкая и тонкая (ширина составляет 8—10 % длины головы), нижняя губа мясистая, хвостовой плавник при жизни бледно-оранжевый. Распространён в бассейне Меконга в Лаосе, Таиланде, Камбодже и Вьетнаме. Встречается в крупных реках, где населяет глубоководные участки с медленным течение в сухой сезон. Также обитает в быстрых горных ручьях. Миграция неизвестна, но, вероятно, может покидать основное русло и уходить в затопленные леса в периоды половодья. Не был обнаружен ни в одном водохранилище. Всеяден, питается детритом и водорослями, а также червями, ракообразными и насекомыми. Считается видом вне опасности, безвреден для человека. Является объектом коммерческого промысла